# ハードマン郡 (テキサス州)
ハードマン郡（ハードマンぐん、英: Hardeman County）は、アメリカ合衆国テキサス州の北部に位置する郡である。2010年国勢調査での人口は4,139人であり、2000年の4,724人から12.4%減少した。郡庁所在地はクアナー市（人口2,641人）であり、同郡で人口最大の都市でもある。郡名はテキサス州初期の政治家、議員だったベイリー・ハードマンとトマス・ジョーンズ・ハードマンの二人に因んで名付けられた。ハードマン郡は州内に46あった禁酒郡（ドライ）の1つだったが、2006年11月の住民投票で、酒店の内外での消費するためのアルコール飲料の販売が認められた。

## 地理
アメリカ合衆国国勢調査局に拠れば、郡域全面積は697平方マイル (1,805.2 km2)であり、このうち陸地695平方マイル (1,800.0 km2)、水域は2平方マイル (5.2 km2)で水域率は0.23%である。

### 主要高規格道路
- アメリカ国道287号線
- テキサス州道6号線

## 観光地
- カッパーブレイクス州立公園、テキサス州公園野生生物省が運営、ハードマン郡の最南部、ピース川近く、州道6号線から直ぐであり、クアナー市からは約12マイル (19 km) 南である。テキサスロングホーンの群れの一部が見られる。
- ポーリン湖、アメリカ国道287号線に近く、クアナー市からは約6マイル (9.7 km) 東である。

## 主な産業
ジョージア・パシフィックがアクメという小さな町で石膏工場を操業している。アメリカ国道287号線沿いであり、クアナー市からは約6マイル (9.7 km) 西である。

### 隣接する郡
- ハーモン郡 (オクラホマ州) - 北
- ジャクソン郡 (オクラホマ州) - 北東
- ウィルバーガー郡 - 東
- フォード郡 - 南
- コットル郡 - 南西
- チルドレス郡 - 西

## 人口動態
以下は2000年の国勢調査による人口統計データである。
| 基礎データ - 人口: 4,724人 - 世帯数: 1,943 世帯 - 家族数: 1,319 家族 - 人口密度: 3人/km2（7人/mi2） - 住居数: 2,358軒 - 住居密度: 1軒/km2（3軒/mi2） 人種別人口構成 - 白人: 85.41% - アフリカン・アメリカン: 4.83% - ネイティブ・アメリカン: 0.76% - アジア人: 0.30% - その他の人種: 7.09% - 混血: 1.61% - ヒスパニック・ラテン系: 14.50% 年齢別人口構成 - 18歳未満: 25.4% - 18-24歳: 7.5% - 25-44歳: 22.6% - 45-64歳: 24.3% - 65歳以上: 20.2% - 年齢の中央値: 41歳 - 性比（女性100人あたり男性の人口） - 総人口: 89.4 - 18歳以上: 85.2 | 世帯と家族（対世帯数） - 18歳未満の子供がいる: 29.9% - 結婚・同居している夫婦: 54.7% - 未婚・離婚・死別女性が世帯主: 10.4% - 非家族世帯: 32.1% - 単身世帯: 29.5% - 65歳以上の老人1人暮らし: 18.0% - 平均構成人数 - 世帯: 2.40人 - 家族: 2.97人 収入と家計 - 収入の中央値 - 世帯: 28,312米ドル - 家族: 33,325米ドル - 性別 - 男性: 26,683米ドル - 女性: 18,566米ドル - 人口1人あたり収入: 16,824米ドル - 貧困線以下 - 対人口: 17.8% - 対家族数: 14.6% - 18歳未満: 26.0% - 65歳以上: 13.4% |

## 都市と町
- チリコシー
- メディスンマウンド（ゴーストタウン）
- クアナー - 郡庁所在地